# チョン・ホンラン
チョン・ホンラン（朝鮮語: 정홍란、生年不詳 - ）は、朝鮮民主主義人民共和国の歌手。

## 経歴
詳細な経歴は不明。2022年より登場した。

## エピソード
2022年の戦勝節69周年を迎えた記念行事において登場した際、西洋風・韓国風と評されかねないフルバングのショートヘアをしていたことから海外の報道媒体に注目された。また、同年の朝鮮民主主義人民共和国政権樹立74周年記念公演においては紺のパンツスーツを着用し、舞台を歩き回り観客をあおるようなふるまいを見せるなど、保守的な北朝鮮において異例の様子であったことでまた報道媒体の注目を集めた。いっぽう、髪型に関しては、2023年の戦勝節70周年記念行事においては、フルバングではない、ほかの歌手と同じような髪型であった。